# Ornativ
Ornativ är ett grammatiskt kasus som anger vad något "utrustas med" eller "förses med".
Kasuset förekommer i dumi med suffixet -mi.